# Caracalla (vestido)
La caracalla fue una prenda de vestir usada por los galos y cuyo uso fue introducido en Roma por Marco Aurelio Antonino, el hijo de Septimio Severo, que por este hecho tomó el sobrenombre de Caracalla.
Este emperador hizo esta prenda obligatoria entre los soldados y ordenó que no se presentaran sin ella en sus recepciones los hombres del pueblo. En Roma cambió de forma esta prenda y se hizo más larga (caracalla antonina, o sea, la impuesta por el emperador) sin dejar de llevarse la corta propia del estilo galo como es en el edicto de Diocleciano, que habla de la caracalla mayor y de la minor. La primera de estas descendía hasta los talones y la otra hasta las ingles, y aunque de ellas no tenemos referencias directas, se puede formar una idea deducida de lo que dice san Jerónimo al comparar con ella el ephod de los hebreos. Dice que el ephod era una caracalla pequeña sin capuchón y aquel era, en efecto, una túnica corta, con mangas, ajustada al talle por medio de un cinturón, como se ve a Aarón en varias pinturas de los primeros tiempos de la Iglesia y en las representaciones de Abraham disponiéndose a sacrificar a su hijo.
Con esta prenda coinciden los monumentos figurados en que se representan a dioses o personajes de las Galias (principalmente a un dios nacional asimilado a Júpiter, a Plutón o a Silvano) llevando la caracalla, muy semejante a la lacerna, especie de sobretodo también de origen galo. Aquella prenda, típica en ellos, hacía el oficio de la túnica romana que se llevaba debajo del manto; según Dión no se hacía de un solo trozo de tejido, como solía ocurrir con las túnicas, sino de varias piezas cosidas, se abría por delante, descendía hasta la parte superior del muslo y se ajustaba a la cintura. Los viajeros, cazadores y en general cuantos se exponían a la intemperie, le agregaban un capuchón (cucullus), que también llevaban en ocasiones los romanos sobre la antoniniana.